# 宇宙世紀の兵器技術
宇宙世紀の兵器技術とは、アニメーション『機動戦士ガンダム』をはじめとする宇宙世紀を舞台にしたガンダムシリーズに登場する、架空の兵器の技術である。

## コンピュータ系

### 教育型コンピュータ
地球連邦軍系のモビルスーツに使用されている、学習機能を備えた制御コンピュータ。ミノフスキー粒子による超集積回路の機能妨害を回避し、特性の異なる機体に互換性を持たせるために光結合回路(G・M・O)を使用した非ノイマン型コンピュータを採用している。戦闘を繰り返す毎に敵やパイロットの戦闘データを学習し、それに対応したプログラムを自ら構築することもできる。教育型コンピュータに戦闘データを覚えさせる専門職のことを「シューフィッター」と呼ぶ。

#### IMPC
「Integrated Maneuver Propulsion Control（統合機動推進制御）」。教育型コンピュータ上に構築された発進、巡航、空間戦闘、着陸、歩行の五つの基本機動を自動的に制御するシステム。動作の自動化によってパイロットの負担が大幅に軽減されている。データを入力する事でシステムが自らアップデートを重ねる点は教育型コンピュータと同じ。

### バイオコンピュータ
モビルスーツ開発企業サナリィ所属の技師、モニカ・アノー博士が考案した生物細胞のデータや有機材料を使用した新世代型のコンピュータである。バイオコンピュータはクラスターガンダム・クロスボーンガンダムにも搭載された。

## 駆動・骨格系

### 流体パルス・システム
ジオン系MSに標準的な駆動システム。融合炉で発生したエネルギーをパルスコンバーターでパルス状の圧力に変換し、流体パイプから駆動用ロータリーシリンダーへ動力を伝達する。圧力の伝達速度は極超音速かつ融合炉で発生したエネルギーを発電に回さない為、伝達ロスが少ない。システム自体は小型軽量な上、構造の単純化が容易な為生産・整備性に優れている。発展型としてギャンに搭載された「流体パルスアクセラレータ」がある。

### フィールド・モーター
連邦系MSが採用しているIフィールドとミノフスキー粒子の相互作用を利用した電動モーターの一種。旧来のサーボ・モーターと比較して小型軽量かつハイパワーという特徴を持ち、関節単体を駆動装置化する事ができる為、機体内のスペースを確保しやすい。

### ドラムフレーム
ガンダム試作0号機（ブロッサム）やアッシマーで採用された技術。ディスクを複数重ねたドラム上のフレームを骨組みに、各パーツを付け加えることで変形に最適な機構となる。雑誌企画『ADVANCE OF Ζ ティターンズの旗のもとに』に登場した多くのMSに採用され、中にはムーバブルフレームと折衷している機体もある。

### MCA構造

#### MEPE
「Metal Peel-off effect」の略称。機体の最大稼動時に発生する通常の排熱では間に合わない余剰熱をMCA装甲の表面が剥離して直接放射する金属剥離現象である。この現象が確認されているのはサナリィがMCA構造を実用化した初期の機体であるF90YとF91のみであり、それ以降のモビルスーツでは同様の現象は見られない。
剥離した金属はある程度の質量を持っているため敵のモビルスーツのセンサーが誤作動を起こすことがあり、それによってパイロットがコクピット内で見るCG映像上ではMEPEを起こしたモビルスーツがあたかも分身したかのように見える（いわゆる質量を持った残像）。これはあくまでも副作用であり、当初から意図されたものではない。